# Gerd Hatje
Gerd Hatje (* 14. April 1915 in Hamburg; † 24. Juli 2007 in Stuttgart) war ein deutscher Verleger.

## Leben
Gerd Hatje war der Sohn des Eisenbahngewerkschafters Johann Hatje und dessen Ehefrau Lina. Mit seiner Familie kam er als 15-Jähriger nach Stuttgart, wo er eine Lehre als Schriftsetzer absolvierte. Im November 1945 konnte Hatje eine Lizenz zur Gründung des Humanitas Verlags von der amerikanischen wie von der französischen Militärregierung erwerben. Zum Verlagsprogramm zählten zunächst noch Novellen, Romane und Stücke der Weltliteratur. 1947 wurde das Verlagshaus in Verlag Gerd Hatje umbenannt und entwickelte sich fortan zu einem der international renommiertesten Verlagshäuser für Kunst, Fotografie und Architektur.
75-jährig verkaufte Gerd Hatje 1990 seinen Verlag an die Dr. Cantz’sche Druckerei. Der Verlag firmiert seit 1999 unter dem Namen Hatje Cantz Verlag.

## Auszeichnungen
Gerd Hatje wurde 1996 die Verdienstmedaille des Landes Baden-Württemberg verliehen.